# Löwenburger Hof

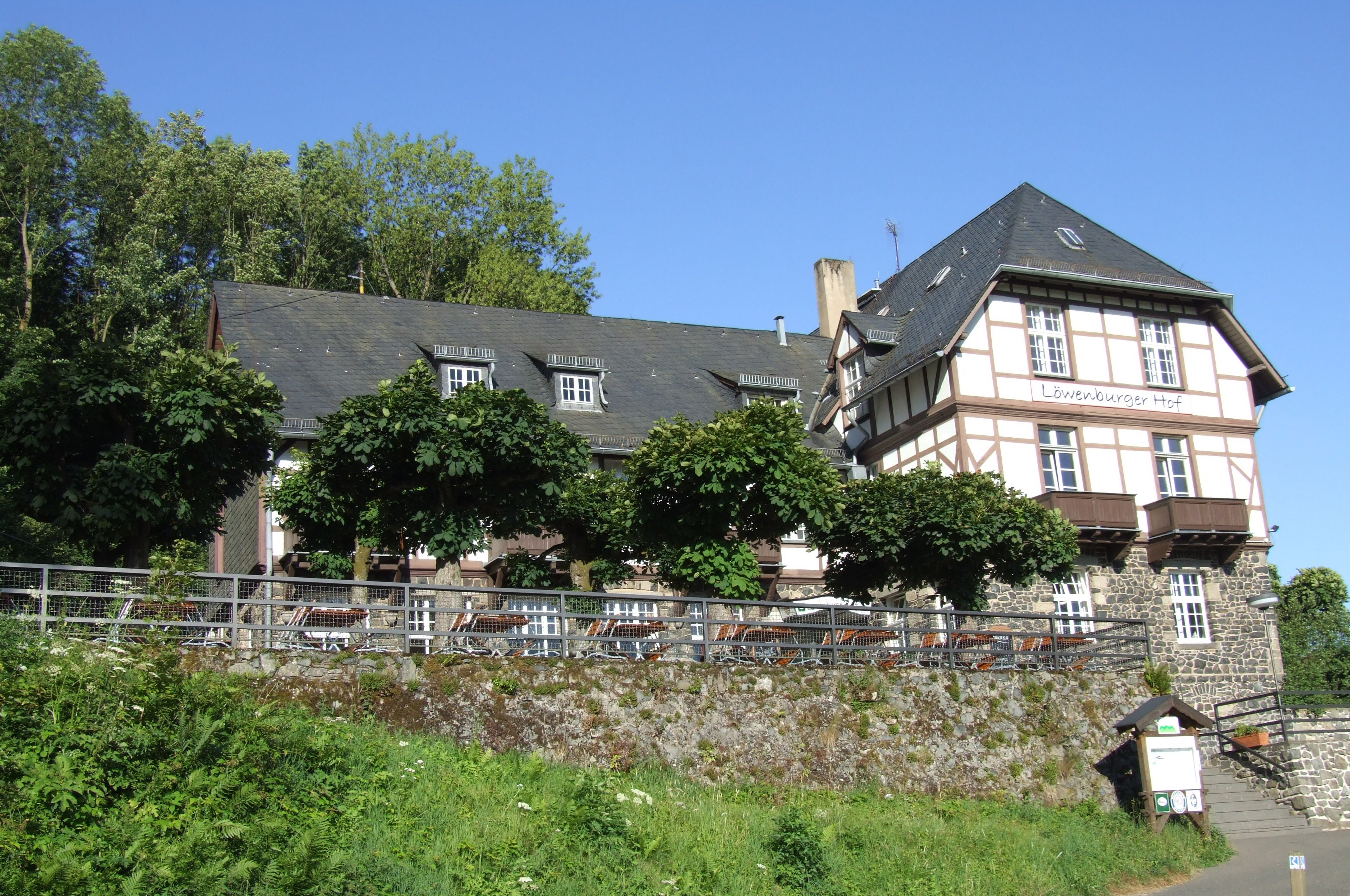
Löwenburger Hof (2006)

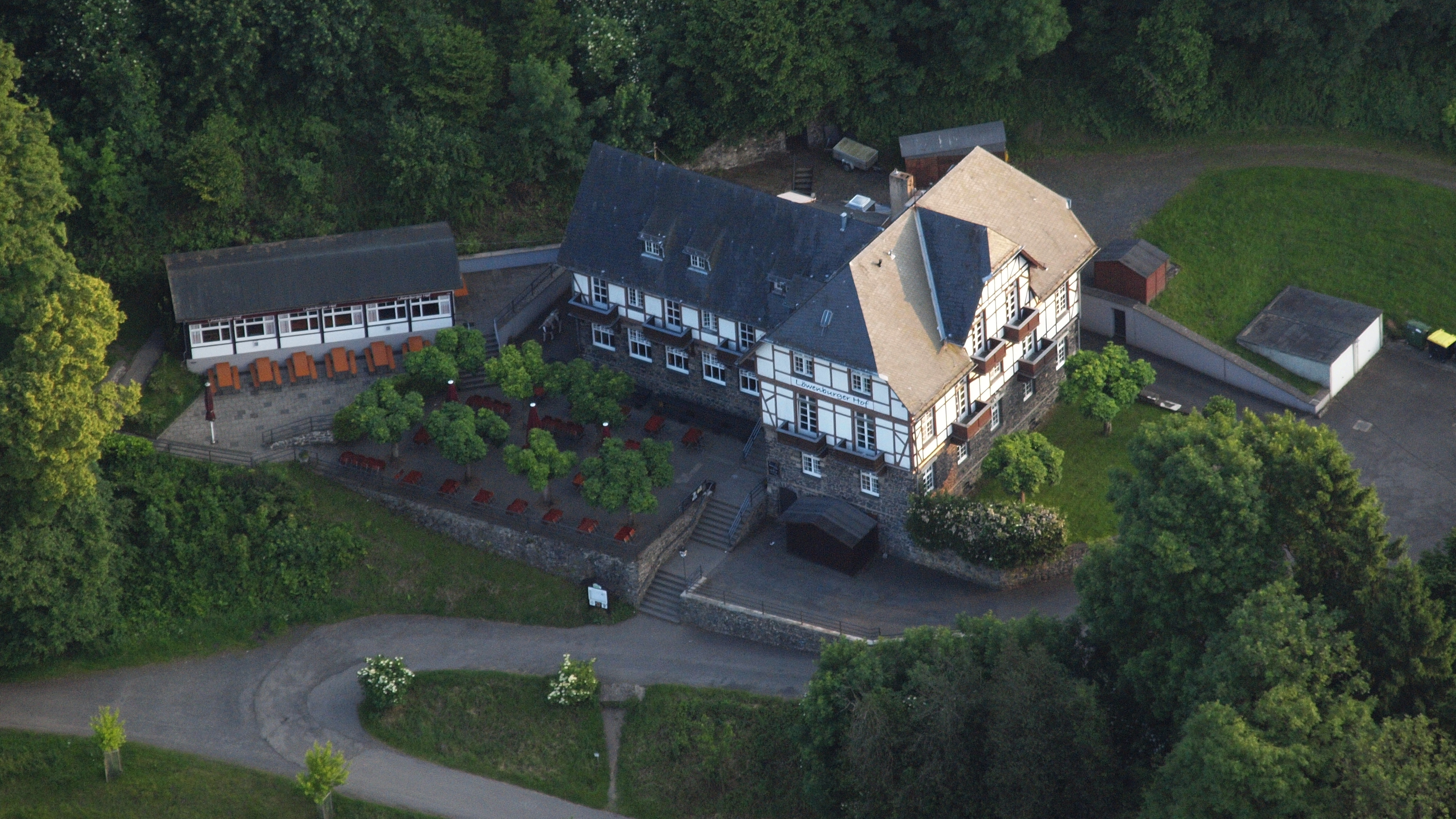
Luftaufnahme aus nördlicher Richtung (2014)

Der Löwenburger Hof ist ein Gaststätten- und Hotelgebäude in Bad Honnef, einer Stadt im nordrhein-westfälischen Rhein-Sieg-Kreis, das auf den Bau- und Viehhof der Löwenburg zurückgeht. 1909/10 wurde er als Hotel neu errichtet. Der Löwenburger Hof steht als Baudenkmal unter Denkmalschutz.

## Lage
Der Löwenburger Hof liegt am nördlichen Berghang der Löwenburg (455 m ü. NHN) mit der gleichnamigen Burgruine auf 355 m ü. NHN, direkt oberhalb des mit 345 m ü. NHN höchstgelegenen Passes im Siebengebirge (zwischen Löwenburg und Lohrberg). Östlich grenzt am Beginn des Einsiedlertals eine umfangreiche Obstwiesenfläche („Löwenburgwiese“) an, nordwestlich beginnt das auf gut drei Kilometern nach Rhöndorf hinabführende Rhöndorfer Tal. Zugänglich ist der Hof über eine ein Kilometer lange asphaltierte Forststraße von der Margarethenhöhe aus.

## Geschichte

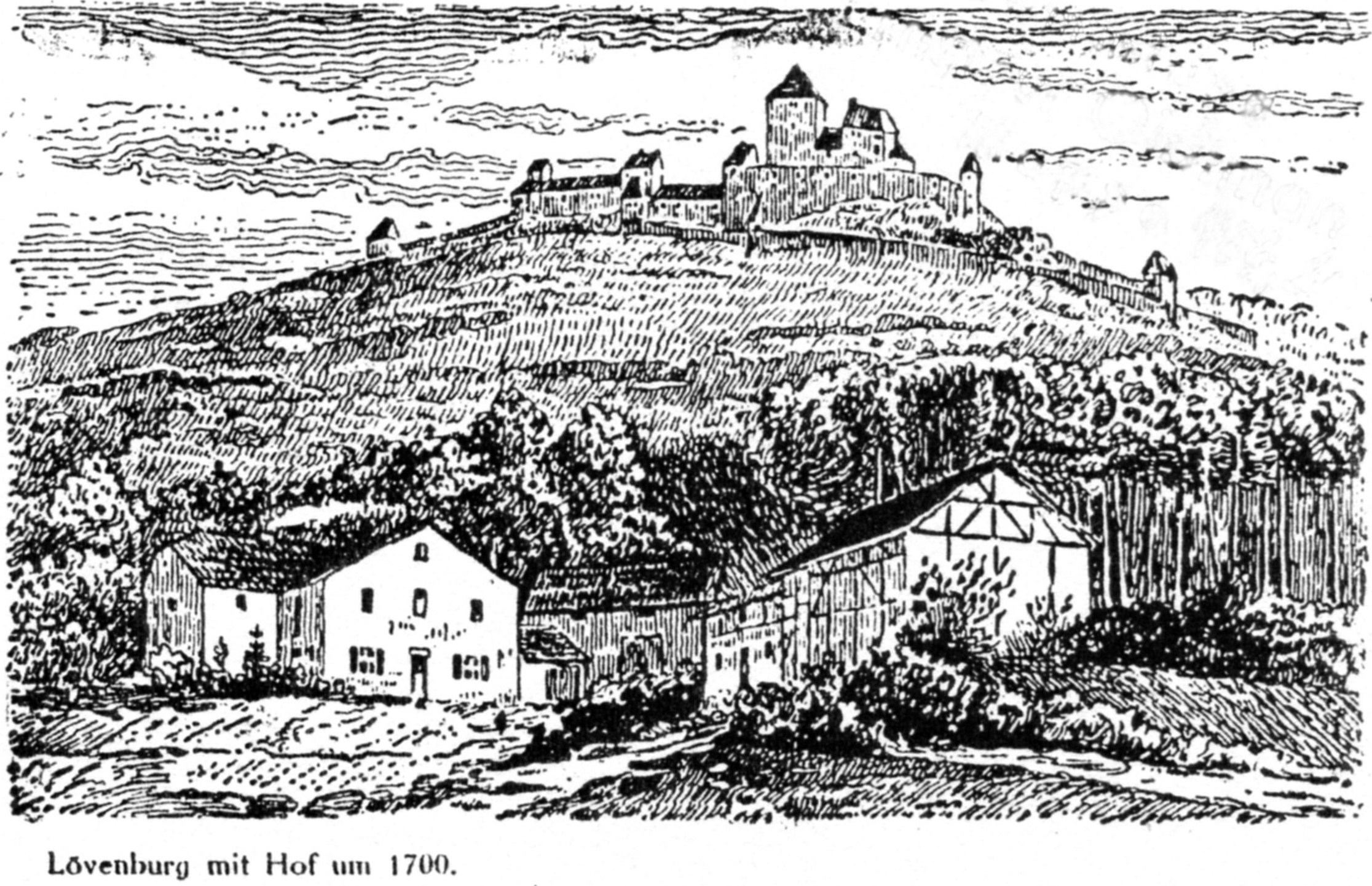
Löwenburger Hof und Löwenburg um 1700

Der Löwenburger Hof war als sogenannter Bau- und Viehhof das Wirtschaftsgebäude der mittelalterlichen Löwenburg, die Ende des 16. Jahrhunderts zerstört wurde. Er gehörte zu dem Hohn genannten Waldgebiet rund um die Bergkuppe, das im Jahre 1704 eine Fläche von 125 Morgen umfasste. Auf dem Hof wurde vermutlich schon früh eine Almwirtschaft mit Molkerei betrieben. Ende des 18. Jahrhunderts war zusätzlich ein Forsthaus errichtet worden. Im April 1798 führte ein schwerer Sturm zur Zerstörung des Kuhstalls. Der nachfolgende Wiederaufbau erfolgte unter Zuhilfenahme von Bruchsteinen der Löwenburgruine.
Bis Anfang des 19. Jahrhunderts gehörte der Löwenburger Hof zur Honschaft Rhöndorf im Kirchspiel Honnef. 1816 fiel das umliegende Waldgebiet, damit auch der Löwenburger Hof, mit dem Übergang an Preußen in Staatsbesitz und wurde der Oberförsterei Siebengebirge unterstellt. Unter seinem heutigen Namen erschien er bereits im preußischen Urkataster von 1825. 1843 verfügte er gemäß Volkszählung über eine Mahlmühle und verzeichnete acht Einwohner in einem Wohngebäude. 1885 hatte der Wohnplatz Löwenburgerhof der Stadt Honnef neun Einwohner. Ab 1895 war der Löwenburger Hof über eine neuerbaute Fahrstraße von Hohenhonnef aus erreichbar.
Bis 1904 diente der Hof als Forsthaus Löwenburg und war Wohn- und Dienstort der Honnefer Gemeinde- bzw. Stadtförster, zuständig für den Honnefer Stadtwald. Sie unterhielten dort auch eine Gastwirtschaft und Pension mit dem Namen Waldaufenthalt, für deren Betrieb eine Ausnahmegenehmigung bestand. Dort verweilte gelegentlich auch Königin Sophie. Die Neuverpachtung des Hofs erfolgte mit dem Ziel, einen größeren Hotel- und Gaststättenbetrieb aufzubauen. Dazu entstand von 1908 bis 1910 ein Neubau, dessen unterer Teil aus Natursteinen aus dem Siebengebirge besteht. Das Forsthaus wurde anschließend abgerissen, wohingegen die vormalige Scheune zunächst bestehen blieb. 1913 wurde eine städtische Rodelbahn vom Löwenburger Hof durch das Einsiedlertal angelegt.
Das Hotel etablierte sich als gehobener und renommierter Betrieb, zu den regelmäßigen Gästen gehörten mit Konrad Adenauer und Willi Ostermann auch prominente Persönlichkeiten. 1962 wurden die landwirtschaftliche Nutzung des Hofs und der Hotelbetrieb aufgegeben, die Ausflugsgaststätte blieb bestehen. Die Eintragung des Löwenburger Hofs in die Denkmalliste der Stadt Bad Honnef erfolgte im Juli 1980. 1984 ging er mit einer Grundstücksfläche von etwa 9.000 m² vom Land Nordrhein-Westfalen in den Besitz der Stadt Bad Honnef über, die 1987/88 umfangreiche Instandsetzungen am Außenbau durchführen ließ. Die Stadt schrieb es 2001 zum Verkauf aus, der zum 1. Januar 2003 abgeschlossen wurde. Der neue Eigentümer, ein lokaler Gastronomieunternehmer, ließ umfangreiche Renovierungsarbeiten durchführen.